# Sumbe
Sumbe je grad u Angoli, glavni grad provincije Cuanza Sul. Tijekom portugalske vladavine zvao se Novo Redondo. Leži na obali Atlantskog oceana, tristotinjak kilometara južno od glavnog grada, Luande.
Lokalno se stanovništvo bavi ratarstvom i ribarstvom. Sumbe nije značajna luka, čak ni u nacionalnim okvirima te se većina lučkog prometa provincije odvija preko sjevernijeg Porto Amboima. Van grada se nalazi manja zračna luka.
Prema procjeni iz 2010. godine, Sumbe je imao 51.749 stanovnika.